# Nososticta
Nososticta, in Australien Threadtails genannt, ist eine Gattung der Familie der Federlibellen (Platycnemididae) mit etwa 80 Arten (Stand: 2020). Sie leben in Australien, Neuguinea und der Inselwelt Südostasiens.

## Beschreibung
Nososticta-Arten sind schlanke, kleine bis seltener mittelgroße Kleinlibellen. Sie sind in der Grundfärbung schwarz und tragen eine artspezifische farbenprächtige Zeichnung aus grünen, blauen, orangeroten oder weißlichgelben Flecken und Bändern, bei den Männchen ist der Rumpfabschnitt immer farbig gestreift. Die Flügel sind glasklar (hyalin), selten ein wenig gelblich getönt. Die Arten sind morphologisch ähnlich und vor allem anhand der farbigen Zeichnung und der Gestalt der Hinterleibsanhänge der Männchen bis zur Art bestimmbar.
In Australien und Neuguinea ist Nososticta die einzige Gattung aus der Unterfamilie Disparoneurinae. Sie kann von den hier verbreiteten Schlanklibellen (Coenagrionidae) an der fehlenden Analader im Flügelgeäder unterschieden werden. Die Ader CuP (Cubitus Posterior) ist bei den australischen und neuguineischen Arten charakteristischerweise sehr kurz, sie erreicht den Flügelrand in der ersten auf die Diskoidalzelle folgenden Flügelzelle im Vorder- und Hinterflügel. Bei den Arten der Sundainseln ist diese Ader im Hinterflügel länger und mündet erst in der darauffolgenden Zelle in den Flügelrand ein.

### Larven
Die Larven der meisten Arten sind unbekannt. Die Arten mit bekannter Larvalmorphologie können von Larven der Coenagrionidae vor allem an der Gestalt der Fangmaske unterschieden werden. Das Prämentum trägt auf der Innenseite nur ein einzelnes Borstenpaar. Der Bereich der Ligula besitzt keinen mittigen Einschnitt, sondern ist halbkreisförmig vorgezogen. Die Kopfecken hinter den Komplexaugen sind außerdem einfach abgerundet und die Haupttracheenader der Kiemenblättchen steht seitlich auffallend vor. Die Arten der Gattung sind als Larve sind normalerweise nicht unterscheidbar.

## Habitat und Lebensweise
Nososticta-Arten fliegen normalerweise über kleinen Fließgewässern, oft Waldbächen, in denen soweit bekannt ihre Larven leben. Einige Arten bevorzugen offenbar Bereiche mit schwach fließendem oder stehenden Wasser, etwa Quelltümpel und eingeschaltete Teiche und kleine Seen. In Australien findet man sie nicht selten an Fließgewässern, die im Sommer weitgehend trockenfallen, so dass nur isolierte Resttümpel in Kolken und Vertiefungen zurückbleiben. Die Art Nososticta impercepta von der Insel Timor wurde an Quellen gefunden. Auf Neuguinea bevorzugen sie Waldbäche der Ebene und des Hügellands, kommen aber auch in größeren Flüssen dort vor. An manchen Stellen können zahlreiche Arten der Gattung nebeneinander gefunden werden, so etwa acht Arten an einem einzelnen kleinen Waldbach.

## Verbreitung
Die Gattung ist bekannt aus Nord- und Westaustralien, von Neuguinea und den westlich angrenzenden Inseln, etwa den Salomonen, Molukken, Sulawesi und den Kleinen Sundainseln. Die Verbreitungsgrenze im Westen liegt, soweit bekannt, auf Groß Nikobar im Golf von Bengalen. Auf dem asiatischen Festland fehlt die Gattung.

## Phylogenie und Systematik
Die Gattung wurde erstbeschrieben von Hermann August Hagen im Werk Synopsis des Agrionines. Dernière légion: Protoneura des belgischen Naturforschers Edmond de Selys-Longchamps. Die früher unterschiedene Gattung Notoneura wurde mit Nososticta synonymisiert. Die Gattung wurde lange Zeit in die Familie Protoneuridae eingeordnet, wo die asiatischen Arten eine Unterfamilie Disparoneurinae formten. 2008 zeigten Frank Louis Carle und Kollegen, vor allem anhand genetischer Merkmale, dass die so definierten Protoneuridae keine monophyletische Gruppe bilden, stattdessen gehörten die Disparoneurinae zur Familie der Federlibellen (Platycnemidae); diese Ansicht hat sich durchgesetzt. Nach neueren Untersuchungen könnte die Gattung Elattoneura, die in Afrika und Asien verbreitet ist, ihre Schwestergruppe bilden.
Nach der World Odonata List (Stand: 19. August 2020) umfasst die Gattung 81 beschriebene Arten. Da laufend noch neue Arten beschrieben werden, ist dies vermutlich nur ein Zwischenstand.
- Gattung Nososticta Selys, 1860	
  - Nososticta acudens Theischinger & Richards, 2006
  - Nososticta acuminata Michalski, Richards & Theischinger, 2012
  - Nososticta africana (Schmidt, 1944)
  - Nososticta astrolabica (Förster, 1898)
  - Nososticta atrocyana (Lieftinck, 1960)
  - Nososticta aurantiaca (Lieftinck, 1938)
  - Nososticta azurosignata Theischinger & Richards, 2015
  - Nososticta baroalba Watson & Theischinger, 1983
  - Nososticta beatrix (Lieftinck, 1949)
  - Nososticta caelestis Theischinger & Richards, 2016
  - Nososticta caerulea Theischinger & Richards, 2015
  - Nososticta callisphaena (Lieftinck, 1937)
  - Nososticta chalybeostoma (Lieftinck, 1932)
  - Nososticta chrismulleri Theischinger & Richards, 2016
  - Nososticta circumscripta (Selys, 1886)
  - Nososticta coelestina (Tillyard, 1906)
  - Nososticta commutata (Lieftinck, 1938)
  - Nososticta conifera Theischinger & Richards, 2006
  - Nososticta cyanura (Lieftinck, 1932)
  - Nososticta diadesma (Lieftinck, 1936)
  - Nososticta dora Kovács & Theischinger, 2016
  - Nososticta dorsonigra (Martin, 1903)
  - Nososticta eburnea (Förster, 1897)
  - Nososticta egregia (Lieftinck, 1937)
  - Nososticta emphyla (Lieftinck, 1936)
  - Nososticta erythroprocta (Selys, 1886)
  - Nososticta erythrura (Lieftinck, 1932)
  - Nososticta evelynae (Lieftinck, 1960)
  - Nososticta exul (Selys, 1886)
  - Nososticta finisterrae (Förster, 1897)
  - Nososticta flavipennis (Selys, 1886)
  - Nososticta fonticola (Lieftinck, 1932)
  - Nososticta fraterna (Lieftinck, 1933)
  - Nososticta halmahera Theischinger, Lupiyaningdyah & Richards, 2015
  - Nososticta hiroakii Sasamoto, 2007
  - Nososticta impercepta Seehausen & Theischinger, 2017
  - Nososticta insignis (Selys, 1886)
  - Nososticta interrupta Theischinger & Richards, 2015
  - Nososticta irene (Lieftinck, 1949)
  - Nososticta kaizei Theischinger & Richards, 2015
  - Nososticta kalumburu Watson & Theischinger, 1984
  - Nososticta koolpinyah Watson & Theischinger, 1984
  - Nososticta koongarra Watson & Theischinger, 1984
  - Nososticta liveringa Watson & Theischinger, 1984
  - Nososticta longicauda Theischinger & Richards, 2015
  - Nososticta makrodon Theischinger & Richards, 2016
  - Nososticta manuscola Theischinger & Richards, 2015
  - Nososticta marina (Ris, 1913)
  - Nososticta megantereon Theischinger & Richards, 2016
  - Nososticta melanoxantha (Lieftinck, 1949)
  - Nososticta moginae Theischinger & Richards, 2018
  - Nososticta moluccensis (Selys, 1886)
  - Nososticta mouldsi Theischinger, 2000
  - Nososticta nancowra Rajeshkumar, 2018
  - Nososticta nicobarica Rajeshkumar, Raghunathan & Chandra, 2017
  - Nososticta nigrifrons (Ris, 1913)
  - Nososticta nigrofasciata (Lieftinck, 1932)
  - Nososticta oculata Theischinger & Richards, 2015
  - Nososticta ovimacula Theischinger & Richards, 2016
  - Nososticta paraconifera Theischinger & Richards, 2016
  - Nososticta parafonticola Theischinger & Richards, 2015
  - Nososticta phoenissa (Ris, 1929)
  - Nososticta pilbara Watson, 1969
  - Nososticta plagiata (Selys, 1886)
  - Nososticta plagioxantha (Lieftinck, 1932)
  - Nososticta pseudexul (Ris, 1913)
  - Nososticta purari Theischinger, Richards & Toko, 2019
  - Nososticta pyroprocta (Lieftinck, 1960)
  - Nososticta rangifera (Lieftinck, 1949)
  - Nososticta rosea (Ris, 1913)
  - Nososticta rufipes Theischinger & Kalkman, 2014
  - Nososticta salomonis (Selys, 1886)
  - Nososticta selysi (Förster, 1896)
  - Nososticta silvicola (Lieftinck, 1949)
  - Nososticta smilodon Theischinger & Richards, 2006
  - Nososticta solida Hagen in Selys, 1860
  - Nososticta solitaria (Tillyard, 1906)
  - Nososticta taracumbi Watson & Theischinger, 1984
  - Nososticta thalassina (Lieftinck, 1949)
  - Nososticta tricolorata Theischinger & Richards, 2015
  - Nososticta truncata Theischinger & Richards, 2015
  - Nososticta wallacii (Selys, 1886)
  - Nososticta xanthe (Lieftinck, 1938)